# Sergio Custodio
 (avril 2025).
Motif : spam interwikis, articles créés par le même utilsiateur sur les wikis. Aucune notoriété réelle, impossible de découvrir même des liens d'autorité ce qui est étonnant si on a publié et que l'on est aussi notoable que le dit l'article...
- Archive Wikiwix
- Bing
- Cairn
- DuckDuckGo
- E. Universalis
- Gallica
- Google
- G. Books
- G. News
- G. Scholar
- Persée
- Qwant
- (zh) Baidu
- (ru) Yandex
- (wd) trouver des œuvres sur Wikidata

| 1. | Préciser le motif de la pose du bandeau. | Précisez le motif de la pose du bandeau en utilisant la syntaxe suivante : {{admissibilité à vérifier\|date=avril 2025\|motif=remplacez ce texte par le motif}}                      |
| 2. | Informer les utilisateurs concernés.     | Pensez à avertir le créateur de l'article, par exemple, en insérant le code ci-dessous sur sa page de discussion : {{subst:avertissement admissibilité à vérifier\|Sergio Custodio}} |

 (septembre 2020).
Sergio Alfredo Custodio Contreras, né le 7 janvier 1947 à Guatemala et mort le 24 juillet 2020, est un professeur, écrivain et humaniste guatémaltèque.
Parmi ses ouvrages les plus connus figurent des manuels sur la logique formelle, inductive et analytique, outre des livres sur l'épistémologie. Il est l'auteur de nombreux ouvrages pour la diffusion de la philosophie et pour la présenter aux étudiants de niveau secondaire et universitaire. Il se distingue surtout par des travaux sur la métaphysique.

## Biographie
Sergio Custodio naît à Guatemala le 7 janvier 1947. Ses parents sont Hilda Contreras et Alfredo Custodio. Il est l'aîné de six frères, descendant d'une famille d'immigrants italiens. Il fait ses premières études avec les salésiens de Don Bosco, avec lesquels il entretiendra toujours une relation étroite, étant donné qu'il dispensait des cours de philosophie, en particulier de logique et de métaphysique, dans leurs séminaires.
Après avoir obtenu son diplôme d'études secondaires, il déménage à Chicago, aux États-Unis, et y vit pendant plusieurs années. Il sert dans l'armée américaine pendant la guerre du Vietnam. Après cette expérience, il décide de retourner au Guatemala, où il poursuit ses études de philosophie à la Faculté des sciences humaines de l'Université de San Carlos. À cette époque, il est formé par des professeurs tels que José Mata Gavidia et Rodolfo Ortiz Amiel.
Il est récompensé d'un Cum Laude pour sa thèse de licence intitulée « El problema antropológico y Marcuse ». Il commence alors à travailler comme professeur de philosophie à la Faculté des sciences humaines de l'Université de San Carlos, activité qui dura pendant environ 30 ans.

### Vie académique
En plus de suivre de cours d'histoire de la philosophie à la Faculté des sciences humaines, il a travaillé aux facultés de Sciences chimiques et pharmacie et d'ingénierie, dispensant des cours de logique et de philosophie des sciences. Il est également l'un des premiers enseignants à travailler dans les programmes d'extension de la Faculté des sciences humaines dans d'autres villes du Guatemala. Il a travaillé dans plusieurs autres universités : Université Mariano Galvez, Université Francisco Marroquín et Université Mesoamericana.
Parallèlement, il travaille comme professeur au Séminaire de théologie et philosophie des Salésiens de Don Bosco, où il enseigne jusqu'à sa mort. Il a donné des conférences et des cours de courte durée dans plusieurs institutions du pays, notamment l'Institut national d'études juridiques du Guatemala (Inacif) et le Ministère des Affaires Publiques (MP). En plus de ses nombreuses fonctions dans des comités et des groupes de travail, il a également été nommé vice-président de l'École des sciences humaines (1985).

## Publications
Parmi ceux-ci figurent des ouvrages consacrés à l'étude de la logique. Ces livres contiennent divers exercices de logique formelle, analytique et inductive, spécialement destinés aux étudiants en sciences chimiques, biologie et médecine. Ils sont utilisés non seulement dans plusieurs universités au Guatemala, mais aussi dans des lycées et instituts d'enseignement secondaire. Avant leur publication, il n'existait pas de manuels sur ces disciplines pour les étudiants du Guatemala.
Il a également écrit des manuels d'épistémologie, histoire de la philosophie et phénoménologie. Ils visent également à présenter aux étudiants, didactiquement, les problèmes fondamentaux de la philosophie.
Custodio collabore pendant de nombreuses années avec divers magazines tels que Cuadernos de Filosofía et Revista de Filosofía de la Faculté des sciences humaines de l'Université de San Carlos et des journaux, en particulier El Imparcial, édité par César Brañas. 

### Ouvrages
- Introducción a la lógica, Guatemala, Editorial Oscar de León Palacios, 1986, 2002.  (ISBN 978-9929-8100-6-8)
- Fenomenología de la cualidad y la cantidad, Guatemala, Editorial Universitario, 1989
- La Filosofía una aventura de la humanidad, Guatemala, Editorial Oscar de León Palacios, 2010.  (ISBN 978-9929-8017-7-6)
- Nociones de teoría del conocimiento, Guatemala, Editorial Oscar de León Palacios, 2008.
- Principos de inducción y analogía, Guatemala, Editorial Oscar de León Palacios, 2010.  (ISBN 978-9929-8017-0-7)
- Fenomenología de la cantidad y la cualidad y de la unidad categorial del ente, Guatemala, Editorial Universitaria, 2012.  (ISBN 978-9929-556-23-2)
- La Metafísica, Guatemala, Editorial Oscar de León Palacios. (ISBN 978-9929-642-02-7)
- Metafísica de la Estructura formal de la posibilidad, Guatemala, Editorial Oscar de León Palacios. 2013.  (ISBN 978-9929-556-73-7)
- Historia del conocimiento filosófico, Guatemala, Editorial Univeristaria, 2017.  (ISBN 978-9929-556-34-8)
- Metafísica de la estructura formal de la posibilidad pura, Guatemala, Editorial Univeristaria, 2017.  (ISBN 978-9929-642-09-6)